# Киев (энциклопедический справочник)
Энциклопеди́ческий спра́вочник «Ки́ев» — издание Украинской советской энциклопедии под редакцией Анатолия Кудрицкого, впервые вышло на украинском языке в 1981 году, на русском языке — в 1982 году. Это первое универсальное энциклопедическое издание о Киеве. Второе издание справочника вышло в 1985 году. В 1986 году вышло третье, дополненное издание.
В книге размещено более 190 иллюстраций на чёрно-белых и цветных вкладках, более 290 иллюстраций в тексте. В издание включены более двух с половиной тысяч статей.
Справочник открывается вступительным очерком, который даёт общие данные об истории, природе, экономике и культуре Киева.
В подготовке справочника принимали участие историки, археологи, искусствоведы, работники киевских предприятий и учреждений, сотрудники Главной редакции Украинской советской энциклопедии. Несмотря на это, справочник содержит некоторые неточности. По этой причине при проведении серьёзных исследований информацию, взятую из него, необходимо дополнительно проверять.

## Изображения

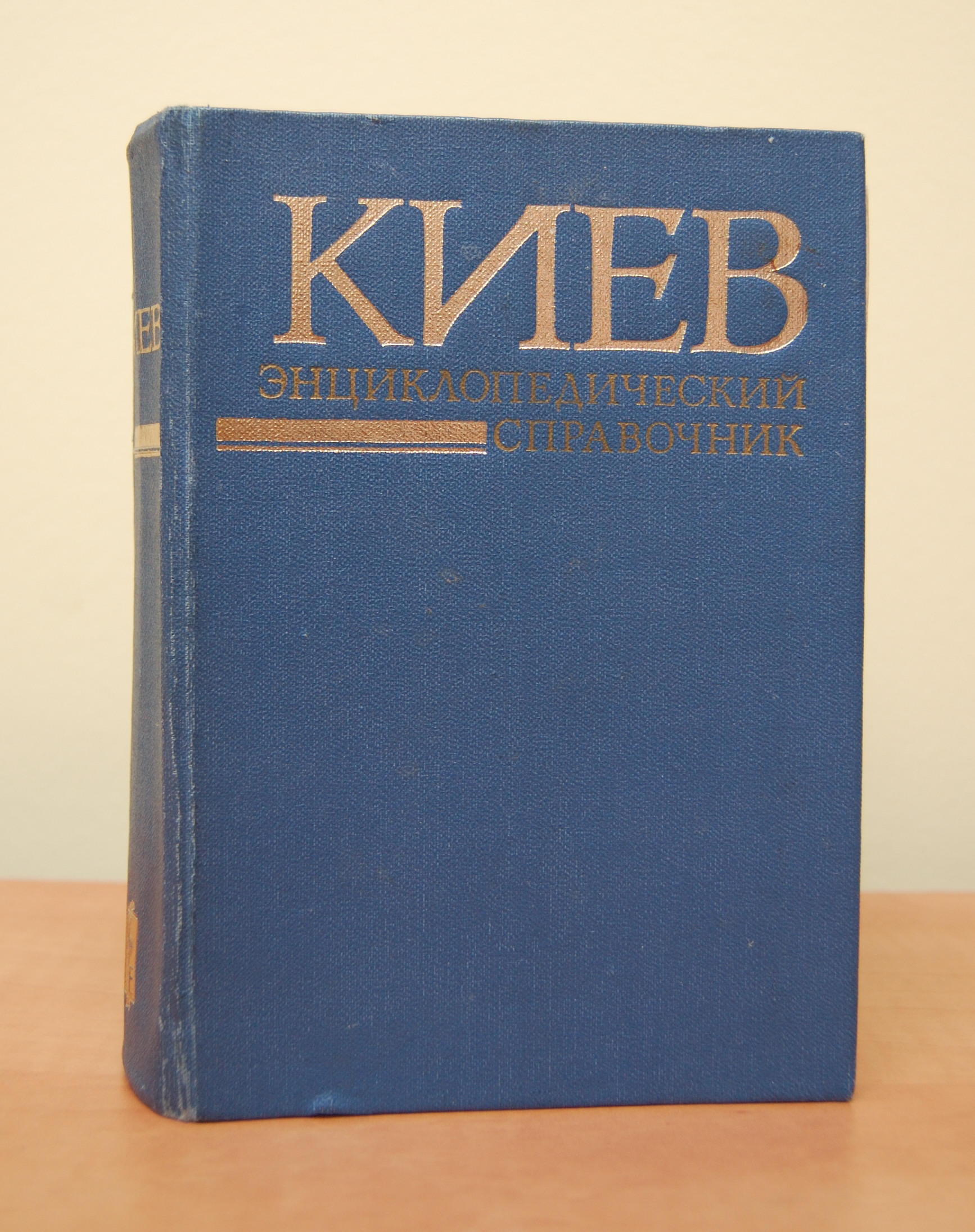
Энциклопедический справочник «Киев», 1982 год, на русском языке
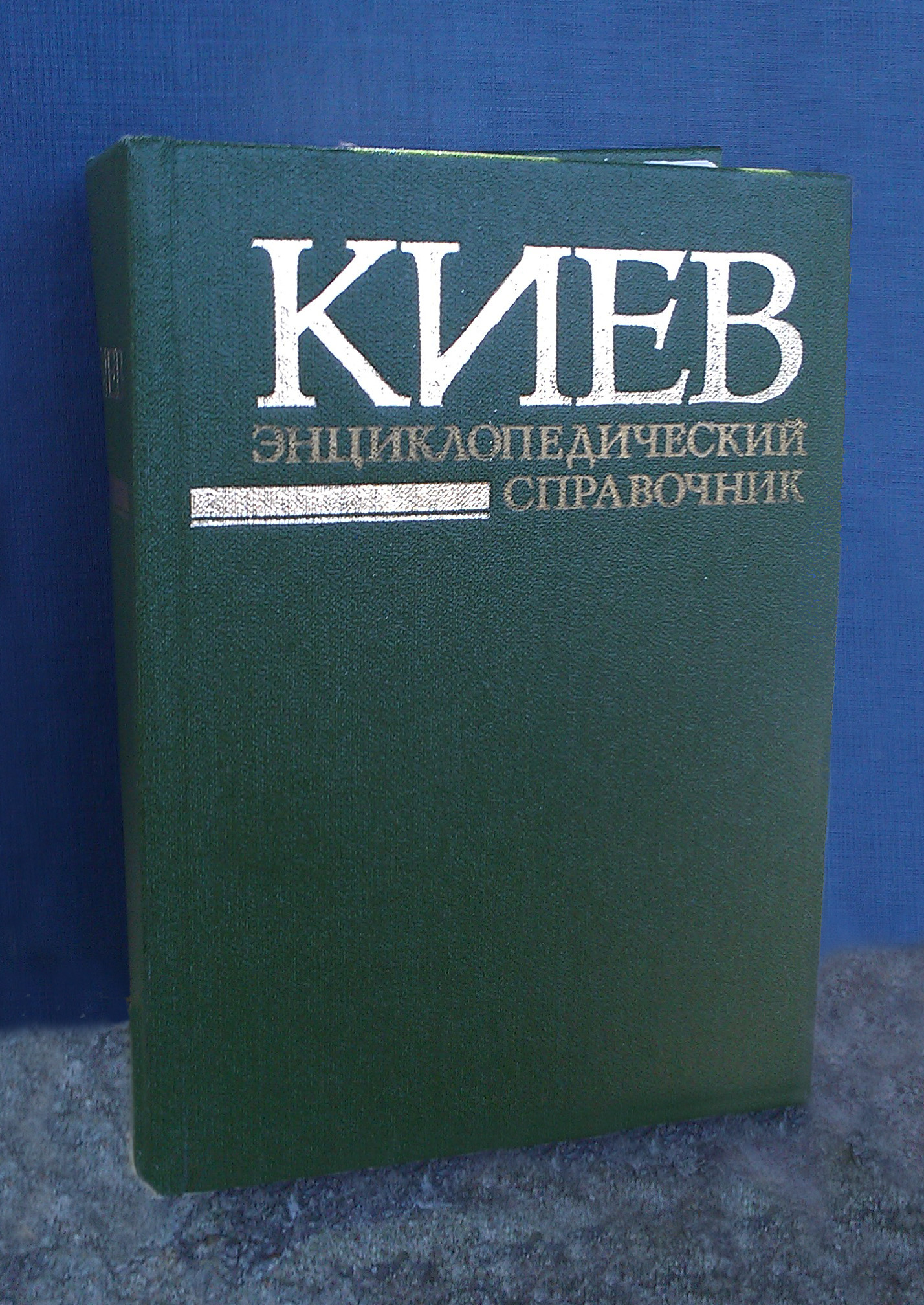
Энциклопедический справочник «Киев», 2-е издание,  1985 год, на русском языке
Энциклопедический справочник «Киев», 3-е издание, 1986 год, на русском языке